# Lijst van burgemeesters van Stolwijk
Dit is een lijst van burgemeesters van de voormalige Nederlandse gemeente Stolwijk tot die gemeente op 1 januari 1985 fuseerde met Haastrecht en Vlist tot de nieuwe gemeente Vlist.
| Ambtsperiode     | Naam burgemeester                                    | Partij of stroming | Bijzonderheden                                         |
| ---------------- | ---------------------------------------------------- | ------------------ | ------------------------------------------------------ |
| 1811 - voor 1832 | A. de Ruiter                                         |                    | schout, maire en burgemeester                          |
| 1832 - 1867      | J.A. Snel                                            |                    | tevens burgemeester van Berkenwoude (1850-1867)        |
| 1867 - 1905      | J.C. Kroon                                           |                    |                                                        |
| 1905 - 1924      | J.E. Immink                                          |                    | was burgemeester van de gemeenten Kuinre en Blankenham |
| 1924 - 1942      | Gustaaf Vincent Willem baron van Hemert tot Dingshof |                    | tevens burgemeester van Haastrecht en Vlist            |
| 1942 - 1961      | Mr. Leo (L.C.A.) Lepelaars                           | partijloos         | tevens burgemeester van Haastrecht en Vlist            |
| 1961 - 1970      | Jan Willem Wegstapel                                 | VVD                | tevens burgemeester van Haastrecht en Vlist            |
| 1970 - 1974      | Lolke (L.) Cnossen                                   | CHU                | tevens burgemeester van Haastrecht en Vlist            |
| 1975 - 1982      | Kees (C.M.) van der Linden                           | CHU / CDA          | tevens burgemeester van Haastrecht en Vlist            |
| 1982 - 1985      | Christiaan (C.) van Hofwegen                         | PvdA               | waarnemend                                             |